# John Legend/Auszeichnungen für Musikverkäufe

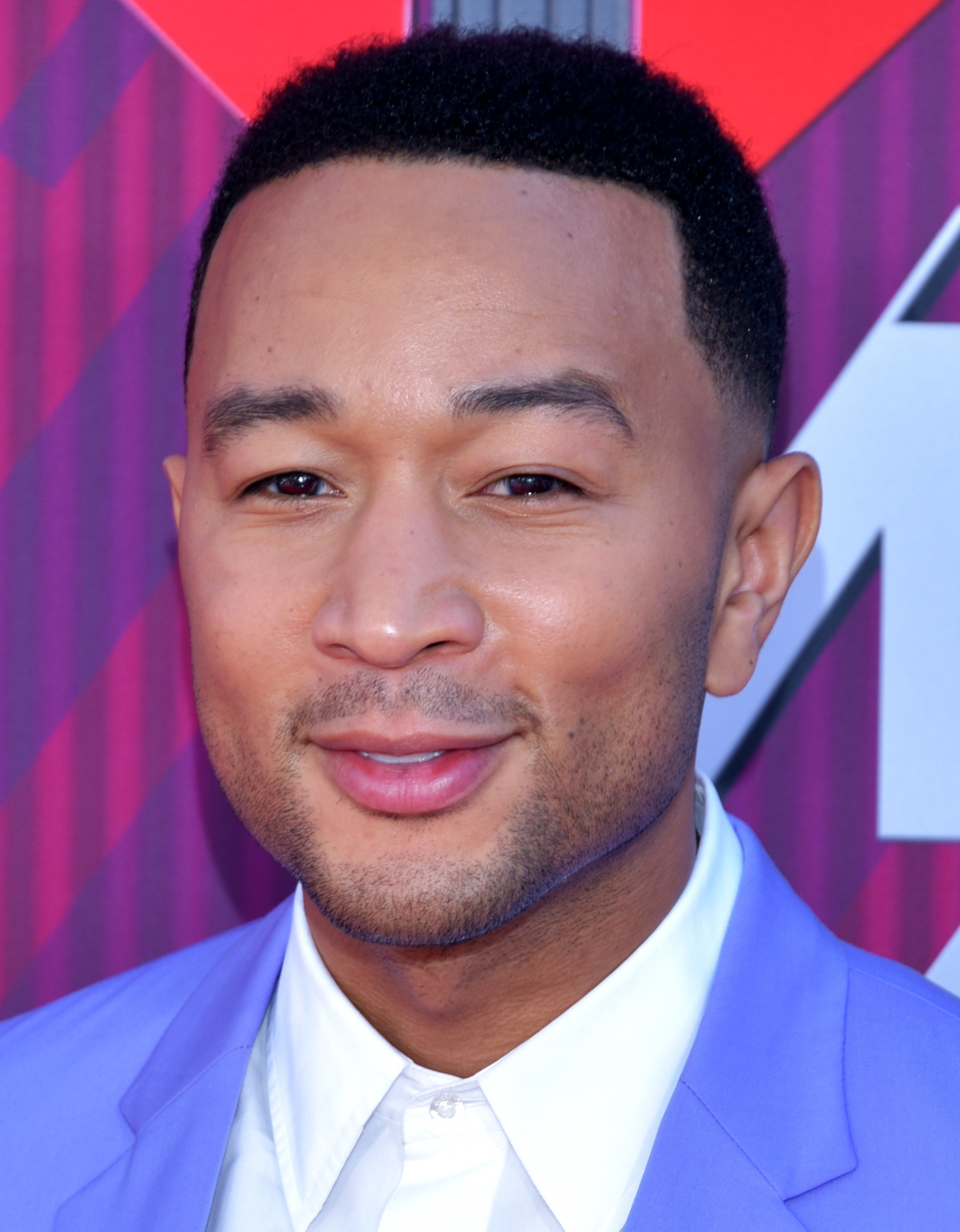
John Legend (2019)

Dies ist eine Übersicht über die Auszeichnungen für Musikverkäufe des US-amerikanischen R&B-Sängers John Legend. Die Auszeichnungen finden sich nach ihrer Art (Gold, Platin usw.), nach Staaten getrennt in chronologischer Reihenfolge, geordnet sowie nach den Tonträgern selbst, ebenfalls in chronologischer Reihenfolge, getrennt nach Medium (Alben, Singles usw.), wieder.

## Auszeichnungen
| - Vereinigtes Königreich - 2013: für das Album Evolver - 2019: für die Single Beauty and the Beast - Australien - 2011: für das Album Get Lifted - 2023: für die Single Conversations in the Dark - 2023: für die Single Tonight (Best You Ever Had) - 2023: für die Single Wild - Belgien - 2008: für die Autorenbeteiligung American Boy (Estelle) - 2017: für die Single Love Me Now - Brasilien - 2024: für die Single All of the Lights - Dänemark - 2011: für die Single All of the Lights - 2019: für die Single You & I (Nobody in the World) - 2021: für die Single Love Me Now - 2023: für die Single Ordinary People - Deutschland - 2013: für die Autorenbeteiligung American Boy (Estelle) - 2017: für die Single Love Me Now - 2023: für die Single All of the Lights - Frankreich - 2014: für die Single All of Me - 2017: für die Single Love Me Now - Irland - 2005: für das Album Get Lifted - 2006: für das Album Once Again - Italien - 2017: für die Single Like I’m Gonna Lose You - 2019: für das Lied Listen - 2021: für die Autorenbeteiligung American Boy (Estelle) - 2024: für die Single All of the Lights - Japan - 2017: für die Single Beauty and the Beast (Digital) - 2024: für das Streaming Beauty and the Beast - Kanada - 2007: für das Album Get Lifted - 2007: für das Album Once Again - 2014: für das Album Love in the Future - 2019: für das Album Darkness and Light - 2023: für das Lied On Time - Mexiko - 2019: für das Album Love in the Future - 2020: für die Single Love Me Now - 2025: für die Single Conversations in the Dark - Neuseeland - 2008: für die Autorenbeteiligung American Boy (Estelle) - 2018: für das Album Get Lifted - 2024: für das Album Darkness and Light - Niederlande - 2005: für das Album Get Lifted - 2008: für das Album Evolver - Österreich - 2014: für die Single All of Me - Polen - 2024: für die Single Minefields - Portugal - 2022: für die Single In My Mind - Schweden - 2014: für das Album Love in the Future - 2017: für die Single Love Me Now - Schweiz - 2017: für die Single Love Me Now - Spanien - 2024: für die Single Lay Me Down - 2024: für die Single Like I’m Gonna Lose You - Vereinigte Staaten - 2008: für das Videoalbum Live from Philadelphia - 2020: für die Single Higher - 2020: für das Lied Blame Game - 2020: für das Lied Everything - 2021: für die Single Conversations in the Dark - 2021: für die Single Wild - 2022: für die Single Save Room - 2023: für das Album A Legendary Christmas - 2023: für die Single Happy Xmas (War Is Over) - 2025: für die Single Last Time I Say Sorry - Vereinigtes Königreich - 2007: für das Album Once Again | - Australien - 2008: für die Autorenbeteiligung American Boy (Estelle) - 2023: für das Album Love in the Future - 2023: für die Single Ordinary People - 2023: für die Single Beauty and the Beast - Belgien - 2014: für die Single All of Me - Brasilien - 2019: für das Album Love in the Future - Dänemark - 2008: für die Autorenbeteiligung American Boy (Estelle) - 2019: für das Album Love in the Future - 2020: für die Single Like I’m Gonna Lose You - 2022: für die Single All of the Lights - Italien - 2013: für die Single Tonight (Best You Ever Had) - 2017: für die Single Love Me Now - Neuseeland - 2017: für die Single Love Me Now - 2022: für die Single Ordinary People - Niederlande - 2007: für das Album Once Again - 2014: für die Single All of Me - Norwegen - 2014: für die Single All of Me - Polen - 2016: für das Album Love in the Future - Schweden - 2016: für die Single Like I’m Gonna Lose You - Vereinigte Staaten - 2004: für die Autorenbeteiligung I Want You (Janet Jackson) - 2006: für das Album Once Again - 2017: für die Single One Man Can Change the World - 2022: für das Album Evolver - 2022: für das Lied What Christmas Means to Me - 2022: für die Single You & I (Nobody in the World) - 2022: für die Single Beauty and the Beast - Vereinigtes Königreich - 2013: für das Album Get Lifted - 2014: für das Album Love in the Future - 2019: für die Single Ordinary People - 2020: für die Single Lay Me Down - 2020: für die Single Love Me Now - 2023: für die Single Like I’m Gonna Lose You - Australien - 2015: für die Single All of the Lights - Brasilien - 2022: für die Single In My Mind - 2023: für die Single Beauty and the Beast - Neuseeland - 2022: für das Album Love in the Future - Niederlande - 2017: für die Single Love Me Now - Polen - 2017: für die Single Like I’m Gonna Lose You - Schweiz - 2014: für die Single All of Me - Spanien - 2014: für das Streaming All of Me - Vereinigte Staaten - 2020: für das Album Get Lifted - 2022: für das Album Love in the Future - 2022: für die Single Green Light - 2022: für die Single Love Me Now - 2022: für die Single Ordinary People - 2022: für die Single Tonight (Best You Ever Had) - Vereinigtes Königreich - 2022: für die Single All of the Lights | - Mexiko - 2025: für die Single All of Me - Australien - 2023: für die Single Love Me Now - Kanada - 2019: für die Single Love Me Now - Mexiko - 2023: für die Single Like I’m Gonna Lose You - Dänemark - 2014: für das Streaming All of Me - Neuseeland - 2025: für die Single All of the Lights - Portugal - 2023: für die Single All of Me - Vereinigte Staaten - 2017: für die Single Like I’m Gonna Lose You - Vereinigtes Königreich - 2024: für die Autorenbeteiligung American Boy (Estelle) - Kanada - 2014: für die Single All of Me - 2019: für die Single Like I’m Gonna Lose You - Vereinigte Staaten - 2024: für die Autorenbeteiligung American Boy (Estelle) - Dänemark - 2024: für die Single All of Me - Neuseeland - 2025: für die Single Like I’m Gonna Lose You - Spanien - 2024: für die Single All of Me - Neuseeland - 2024: für die Single All of Me - Vereinigte Staaten - 2024: für die Single All of the Lights - Vereinigtes Königreich - 2024: für die Single All of Me - Australien - 2023: für die Single Like I’m Gonna Lose You - Italien - 2019: für die Single All of Me - Schweden - 2016: für die Single All of Me - Vereinigte Staaten - 2022: für die Single All of Me - Australien - 2023: für die Single All of Me - Brasilien - 2024: für die Single Like I’m Gonna Lose You - Deutschland - 2023: für die Single All of Me - Mexiko - 2025: für die Single All of Me |

## Auszeichnungen nach Alben

### Get Lifted
| Land/Region                  | Auszeichnungen für Musikverkäufe (Land/Region, Auszeichnung, Verkäufe) | Verkäufe  |
| ---------------------------- | ---------------------------------------------------------------------- | --------- |
| Australien (ARIA)            | Gold                                                                   | 35.000    |
| Irland (IRMA)                | Gold                                                                   | 7.500     |
| Kanada (MC)                  | Gold                                                                   | 50.000    |
| Neuseeland (RMNZ)            | Gold                                                                   | 7.500     |
| Niederlande (NVPI)           | Gold                                                                   | 40.000    |
| Vereinigte Staaten (RIAA)    | 2× Platin                                                              | 2.000.000 |
| Vereinigtes Königreich (BPI) | Platin                                                                 | 300.000   |
| Insgesamt                    | 5× Gold · 3× Platin ·                                                  | 2.440.000 |

### Once Again
| Land/Region                  | Auszeichnungen für Musikverkäufe (Land/Region, Auszeichnung, Verkäufe) | Verkäufe  |
| ---------------------------- | ---------------------------------------------------------------------- | --------- |
| Irland (IRMA)                | Gold                                                                   | 7.500     |
| Kanada (MC)                  | Gold                                                                   | 50.000    |
| Niederlande (NVPI)           | Platin                                                                 | 70.000    |
| Vereinigte Staaten (RIAA)    | Platin                                                                 | 1.000.000 |
| Vereinigtes Königreich (BPI) | Gold                                                                   | 100.000   |
| Insgesamt                    | 3× Gold · 2× Platin ·                                                  | 1.227.500 |

### Evolver
| Land/Region                  | Auszeichnungen für Musikverkäufe (Land/Region, Auszeichnung, Verkäufe) | Verkäufe  |
| ---------------------------- | ---------------------------------------------------------------------- | --------- |
| Niederlande (NVPI)           | Gold                                                                   | 30.000    |
| Vereinigte Staaten (RIAA)    | Platin                                                                 | 1.000.000 |
| Vereinigtes Königreich (BPI) | Silber                                                                 | 60.000    |
| Insgesamt                    | 1× Silber · 1× Gold · 1× Platin ·                                      | 1.090.000 |

### Love in the Future
| Land/Region                  | Auszeichnungen für Musikverkäufe (Land/Region, Auszeichnung, Verkäufe) | Verkäufe  |
| ---------------------------- | ---------------------------------------------------------------------- | --------- |
| Australien (ARIA)            | Platin                                                                 | 70.000    |
| Brasilien (PMB)              | Platin                                                                 | 40.000    |
| Dänemark (IFPI)              | Platin                                                                 | 20.000    |
| Kanada (MC)                  | Gold                                                                   | 40.000    |
| Mexiko (AMPROFON)            | Gold                                                                   | 30.000    |
| Neuseeland (RMNZ)            | 2× Platin                                                              | 30.000    |
| Polen (ZPAV)                 | Platin                                                                 | 20.000    |
| Schweden (IFPI)              | Gold                                                                   | 20.000    |
| Vereinigte Staaten (RIAA)    | 2× Platin                                                              | 2.000.000 |
| Vereinigtes Königreich (BPI) | Platin                                                                 | 300.000   |
| Insgesamt                    | 3× Gold · 9× Platin ·                                                  | 2.570.000 |

### Darkness and Light
| Land/Region       | Auszeichnungen für Musikverkäufe (Land/Region, Auszeichnung, Verkäufe) | Verkäufe |
| ----------------- | ---------------------------------------------------------------------- | -------- |
| Kanada (MC)       | Gold                                                                   | 40.000   |
| Neuseeland (RMNZ) | Gold                                                                   | 7.500    |
| Insgesamt         | 2× Gold ·                                                              | 47.500   |

### A Legendary Christmas
| Land/Region               | Auszeichnungen für Musikverkäufe (Land/Region, Auszeichnung, Verkäufe) | Verkäufe |
| ------------------------- | ---------------------------------------------------------------------- | -------- |
| Vereinigte Staaten (RIAA) | Gold                                                                   | 500.000  |
| Insgesamt                 | 1× Gold ·                                                              | 500.000  |

## Auszeichnungen nach Singles

### Ordinary People
| Land/Region                  | Auszeichnungen für Musikverkäufe (Land/Region, Auszeichnung, Verkäufe) | Verkäufe  |
| ---------------------------- | ---------------------------------------------------------------------- | --------- |
| Australien (ARIA)            | Platin                                                                 | 70.000    |
| Dänemark (IFPI)              | Gold                                                                   | 45.000    |
| Neuseeland (RMNZ)            | Platin                                                                 | 30.000    |
| Vereinigte Staaten (RIAA)    | 2× Platin                                                              | 2.000.000 |
| Vereinigtes Königreich (BPI) | Platin                                                                 | 600.000   |
| Insgesamt                    | 1× Gold · 4× Platin ·                                                  | 2.745.000 |

### Save Room
| Land/Region               | Auszeichnungen für Musikverkäufe (Land/Region, Auszeichnung, Verkäufe) | Verkäufe |
| ------------------------- | ---------------------------------------------------------------------- | -------- |
| Vereinigte Staaten (RIAA) | Gold                                                                   | 500.000  |
| Insgesamt                 | 1× Gold ·                                                              | 500.000  |

### Green Light
| Land/Region               | Auszeichnungen für Musikverkäufe (Land/Region, Auszeichnung, Verkäufe) | Verkäufe  |
| ------------------------- | ---------------------------------------------------------------------- | --------- |
| Vereinigte Staaten (RIAA) | 2× Platin                                                              | 2.000.000 |
| Insgesamt                 | 2× Platin ·                                                            | 2.000.000 |

### All of the Lights
| Land/Region                  | Auszeichnungen für Musikverkäufe (Land/Region, Auszeichnung, Verkäufe) | Verkäufe  |
| ---------------------------- | ---------------------------------------------------------------------- | --------- |
| Australien (ARIA)            | 2× Platin                                                              | 140.000   |
| Brasilien (PMB)              | Gold                                                                   | 30.000    |
| Dänemark (IFPI)              | Platin                                                                 | 90.000    |
| Deutschland (BVMI)           | Gold                                                                   | 150.000   |
| Italien (FIMI)               | Gold                                                                   | 50.000    |
| Neuseeland (RMNZ)            | 4× Platin                                                              | 120.000   |
| Vereinigte Staaten (RIAA)    | 7× Platin                                                              | 7.000.000 |
| Vereinigtes Königreich (BPI) | 2× Platin                                                              | 1.200.000 |
| Insgesamt                    | 3× Gold · 16× Platin ·                                                 | 8.780.000 |

### Tonight (Best You Ever Had)
| Land/Region               | Auszeichnungen für Musikverkäufe (Land/Region, Auszeichnung, Verkäufe) | Verkäufe  |
| ------------------------- | ---------------------------------------------------------------------- | --------- |
| Australien (ARIA)         | Gold                                                                   | 35.000    |
| Italien (FIMI)            | Platin                                                                 | 30.000    |
| Vereinigte Staaten (RIAA) | 2× Platin                                                              | 2.000.000 |
| Insgesamt                 | 1× Gold · 3× Platin ·                                                  | 2.065.000 |

### All of Me
| Land/Region                  | Auszeichnungen für Musikverkäufe (Land/Region, Auszeichnung, Verkäufe) | Verkäufe   |
| ---------------------------- | ---------------------------------------------------------------------- | ---------- |
| Australien (ARIA)            | 17× Platin                                                             | 1.190.000  |
| Belgien (BRMA)               | Platin                                                                 | 30.000     |
| Dänemark (IFPI)              | 6× Platin                                                              | 540.000    |
| Deutschland (BVMI)           | Diamant                                                                | 1.500.000  |
| Frankreich (SNEP)            | Gold                                                                   | 109.100    |
| Italien (FIMI)               | 8× Platin                                                              | 400.000    |
| Kanada (MC)                  | 5× Platin                                                              | 460.000    |
| Mexiko (AMPROFON)            | 2× Diamant · + 5× Gold                                                 | 750.000    |
| Neuseeland (RMNZ)            | 7× Platin                                                              | 210.000    |
| Niederlande (NVPI)           | Platin                                                                 | 30.000     |
| Norwegen (IFPI)              | Platin                                                                 | 10.000     |
| Österreich (IFPI)            | Gold                                                                   | 15.000     |
| Portugal (AFP)               | 4× Platin                                                              | 40.000     |
| Schweden (IFPI)              | 11× Platin                                                             | 440.000    |
| Schweiz (IFPI)               | 2× Platin                                                              | 60.000     |
| Spanien (Promusicae)         | 6× Platin                                                              | 360.000    |
| Vereinigte Staaten (RIAA)    | 14× Platin                                                             | 14.000.000 |
| Vereinigtes Königreich (BPI) | 7× Platin                                                              | 4.200.000  |
| Insgesamt                    | 3× Gold · 82× Platin · 4× Diamant ·                                    | 24.644.100 |

### You & I (Nobody in the World)
| Land/Region               | Auszeichnungen für Musikverkäufe (Land/Region, Auszeichnung, Verkäufe) | Verkäufe  |
| ------------------------- | ---------------------------------------------------------------------- | --------- |
| Dänemark (IFPI)           | Gold                                                                   | 45.000    |
| Vereinigte Staaten (RIAA) | Platin                                                                 | 1.000.000 |
| Insgesamt                 | 1× Gold · 1× Platin ·                                                  | 1.045.000 |

### One Man Can Change the World
| Land/Region               | Auszeichnungen für Musikverkäufe (Land/Region, Auszeichnung, Verkäufe) | Verkäufe  |
| ------------------------- | ---------------------------------------------------------------------- | --------- |
| Vereinigte Staaten (RIAA) | Platin                                                                 | 1.000.000 |
| Insgesamt                 | 1× Platin ·                                                            | 1.000.000 |

### Lay Me Down
| Land/Region                  | Auszeichnungen für Musikverkäufe (Land/Region, Auszeichnung, Verkäufe) | Verkäufe |
| ---------------------------- | ---------------------------------------------------------------------- | -------- |
| Spanien (Promusicae)         | Gold                                                                   | 30.000   |
| Vereinigtes Königreich (BPI) | Platin                                                                 | 600.000  |
| Insgesamt                    | 1× Gold · 1× Platin ·                                                  | 630.000  |

### Like I’m Gonna Lose You
| Land/Region                  | Auszeichnungen für Musikverkäufe (Land/Region, Auszeichnung, Verkäufe) | Verkäufe  |
| ---------------------------- | ---------------------------------------------------------------------- | --------- |
| Australien (ARIA)            | 8× Platin                                                              | 560.000   |
| Brasilien (PMB)              | Diamant                                                                | 250.000   |
| Dänemark (IFPI)              | Platin                                                                 | 90.000    |
| Italien (FIMI)               | Gold                                                                   | 25.000    |
| Kanada (MC)                  | 5× Platin                                                              | 400.000   |
| Mexiko (AMPROFON)            | 3× Platin                                                              | 180.000   |
| Neuseeland (RMNZ)            | 6× Platin                                                              | 180.000   |
| Polen (ZPAV)                 | 2× Platin                                                              | 40.000    |
| Schweden (IFPI)              | Platin                                                                 | 80.000    |
| Spanien (Promusicae)         | Gold                                                                   | 30.000    |
| Vereinigte Staaten (RIAA)    | 4× Platin                                                              | 4.000.000 |
| Vereinigtes Königreich (BPI) | Platin                                                                 | 600.000   |
| Insgesamt                    | 2× Gold · 31× Platin · 1× Diamant ·                                    | 6.435.000 |

### Love Me Now
| Land/Region                  | Auszeichnungen für Musikverkäufe (Land/Region, Auszeichnung, Verkäufe) | Verkäufe  |
| ---------------------------- | ---------------------------------------------------------------------- | --------- |
| Australien (ARIA)            | 3× Platin                                                              | 210.000   |
| Belgien (BRMA)               | Gold                                                                   | 15.000    |
| Dänemark (IFPI)              | Gold                                                                   | 45.000    |
| Deutschland (BVMI)           | Gold                                                                   | 200.000   |
| Frankreich (SNEP)            | Gold                                                                   | 66.666    |
| Italien (FIMI)               | Platin                                                                 | 50.000    |
| Kanada (MC)                  | 3× Platin                                                              | 240.000   |
| Mexiko (AMPROFON)            | Gold                                                                   | 30.000    |
| Neuseeland (RMNZ)            | Platin                                                                 | 30.000    |
| Niederlande (NVPI)           | 2× Platin                                                              | 80.000    |
| Schweden (IFPI)              | Gold                                                                   | 20.000    |
| Schweiz (IFPI)               | Gold                                                                   | 15.000    |
| Vereinigte Staaten (RIAA)    | 2× Platin                                                              | 2.000.000 |
| Vereinigtes Königreich (BPI) | Platin                                                                 | 600.000   |
| Insgesamt                    | 7× Gold · 13× Platin ·                                                 | 3.621.666 |

### Beauty And The Beast
| Land/Region                  | Auszeichnungen für Musikverkäufe (Land/Region, Auszeichnung, Verkäufe) | Verkäufe  |
| ---------------------------- | ---------------------------------------------------------------------- | --------- |
| Australien (ARIA)            | Platin                                                                 | 70.000    |
| Brasilien (PMB)              | 2× Platin                                                              | 80.000    |
| Japan (RIAJ)                 | Gold                                                                   | 100.000   |
| Vereinigte Staaten (RIAA)    | Platin                                                                 | 1.000.000 |
| Vereinigtes Königreich (BPI) | Silber                                                                 | 200.000   |
| Insgesamt                    | 1× Silber · 1× Gold · 4× Platin ·                                      | 1.450.000 |

### Happy Xmas (War Is Over)
| Land/Region               | Auszeichnungen für Musikverkäufe (Land/Region, Auszeichnung, Verkäufe) | Verkäufe |
| ------------------------- | ---------------------------------------------------------------------- | -------- |
| Vereinigte Staaten (RIAA) | Gold                                                                   | 500.000  |
| Insgesamt                 | 1× Gold ·                                                              | 500.000  |

### Conversations in the Dark
| Land/Region               | Auszeichnungen für Musikverkäufe (Land/Region, Auszeichnung, Verkäufe) | Verkäufe |
| ------------------------- | ---------------------------------------------------------------------- | -------- |
| Australien (ARIA)         | Gold                                                                   | 35.000   |
| Mexiko (AMPROFON)         | Gold                                                                   | 30.000   |
| Vereinigte Staaten (RIAA) | Gold                                                                   | 500.000  |
| Insgesamt                 | 3× Gold ·                                                              | 565.000  |

### Higher
| Land/Region               | Auszeichnungen für Musikverkäufe (Land/Region, Auszeichnung, Verkäufe) | Verkäufe |
| ------------------------- | ---------------------------------------------------------------------- | -------- |
| Vereinigte Staaten (RIAA) | Gold                                                                   | 500.000  |
| Insgesamt                 | 1× Gold ·                                                              | 500.000  |

### Wild
| Land/Region               | Auszeichnungen für Musikverkäufe (Land/Region, Auszeichnung, Verkäufe) | Verkäufe |
| ------------------------- | ---------------------------------------------------------------------- | -------- |
| Australien (ARIA)         | Gold                                                                   | 35.000   |
| Vereinigte Staaten (RIAA) | Gold                                                                   | 500.000  |
| Insgesamt                 | 2× Gold ·                                                              | 535.000  |

### Minefields
| Land/Region  | Auszeichnungen für Musikverkäufe (Land/Region, Auszeichnung, Verkäufe) | Verkäufe |
| ------------ | ---------------------------------------------------------------------- | -------- |
| Polen (ZPAV) | Gold                                                                   | 25.000   |
| Insgesamt    | 1× Gold ·                                                              | 25.000   |

### Last Time I Say Sorry
| Land/Region               | Auszeichnungen für Musikverkäufe (Land/Region, Auszeichnung, Verkäufe) | Verkäufe |
| ------------------------- | ---------------------------------------------------------------------- | -------- |
| Vereinigte Staaten (RIAA) | Gold                                                                   | 500.000  |
| Insgesamt                 | 1× Gold ·                                                              | 500.000  |

### In My Mind
| Land/Region     | Auszeichnungen für Musikverkäufe (Land/Region, Auszeichnung, Verkäufe) | Verkäufe |
| --------------- | ---------------------------------------------------------------------- | -------- |
| Brasilien (PMB) | 2× Platin                                                              | 160.000  |
| Portugal (AFP)  | Gold                                                                   | 5.000    |
| Insgesamt       | 1× Gold · 2× Platin ·                                                  | 165.000  |

## Auszeichnungen nach Liedern

### Blame Game
| Land/Region               | Auszeichnungen für Musikverkäufe (Land/Region, Auszeichnung, Verkäufe) | Verkäufe |
| ------------------------- | ---------------------------------------------------------------------- | -------- |
| Vereinigte Staaten (RIAA) | Gold                                                                   | 500.000  |
| Insgesamt                 | 1× Gold ·                                                              | 500.000  |

### Listen
| Land/Region    | Auszeichnungen für Musikverkäufe (Land/Region, Auszeichnung, Verkäufe) | Verkäufe |
| -------------- | ---------------------------------------------------------------------- | -------- |
| Italien (FIMI) | Gold                                                                   | 25.000   |
| Insgesamt      | 1× Gold ·                                                              | 25.000   |

### Everything
| Land/Region               | Auszeichnungen für Musikverkäufe (Land/Region, Auszeichnung, Verkäufe) | Verkäufe |
| ------------------------- | ---------------------------------------------------------------------- | -------- |
| Vereinigte Staaten (RIAA) | Gold                                                                   | 500.000  |
| Insgesamt                 | 1× Gold ·                                                              | 500.000  |

### On Time
| Land/Region | Auszeichnungen für Musikverkäufe (Land/Region, Auszeichnung, Verkäufe) | Verkäufe |
| ----------- | ---------------------------------------------------------------------- | -------- |
| Kanada (MC) | Gold                                                                   | 40.000   |
| Insgesamt   | 1× Gold ·                                                              | 40.000   |

### What Christmas Means to Me
| Land/Region               | Auszeichnungen für Musikverkäufe (Land/Region, Auszeichnung, Verkäufe) | Verkäufe  |
| ------------------------- | ---------------------------------------------------------------------- | --------- |
| Vereinigte Staaten (RIAA) | Platin                                                                 | 1.000.000 |
| Insgesamt                 | 1× Platin ·                                                            | 1.000.000 |

## Auszeichnungen nach Musikstreamings

### All of Me
| Land/Region          | Auszeichnungen für Musikverkäufe (Land/Region, Auszeichnung, Verkäufe) | Verkäufe   |
| -------------------- | ---------------------------------------------------------------------- | ---------- |
| Dänemark (IFPI)      | 4× Platin                                                              | 10.400.000 |
| Spanien (Promusicae) | 2× Platin                                                              | 16.000.000 |
| Insgesamt            | 6× Platin ·                                                            | 26.400.000 |

### Beauty and the Beast
| Land/Region  | Auszeichnungen für Musikverkäufe (Land/Region, Auszeichnung, Verkäufe) | Verkäufe   |
| ------------ | ---------------------------------------------------------------------- | ---------- |
| Japan (RIAJ) | Gold                                                                   | 50.000.000 |
| Insgesamt    | 1× Gold ·                                                              | 50.000.000 |

## Auszeichnungen nach Autorenbeteiligungen und Produktionen

### I Want You (Janet Jackson)
| Land/Region               | Auszeichnungen für Musikverkäufe (Land/Region, Auszeichnung, Verkäufe) | Verkäufe  |
| ------------------------- | ---------------------------------------------------------------------- | --------- |
| Vereinigte Staaten (RIAA) | Platin                                                                 | 1.000.000 |
| Insgesamt                 | 1× Platin ·                                                            | 1.000.000 |

### American Boy(Estelle)
| Land/Region                  | Auszeichnungen für Musikverkäufe (Land/Region, Auszeichnung, Verkäufe) | Verkäufe  |
| ---------------------------- | ---------------------------------------------------------------------- | --------- |
| Australien (ARIA)            | Platin                                                                 | 70.000    |
| Belgien (BRMA)               | Gold                                                                   | 15.000    |
| Dänemark (IFPI)              | Platin                                                                 | 15.000    |
| Deutschland (BVMI)           | Gold                                                                   | 150.000   |
| Italien (FIMI)               | Gold                                                                   | 35.000    |
| Neuseeland (RMNZ)            | Gold                                                                   | 7.500     |
| Vereinigte Staaten (RIAA)    | 5× Platin                                                              | 5.000.000 |
| Vereinigtes Königreich (BPI) | 4× Platin                                                              | 2.400.000 |
| Insgesamt                    | 4× Gold · 11× Platin ·                                                 | 7.692.500 |

## Auszeichnungen nach Videoalben

### Live from Philadelphia
| Land/Region               | Auszeichnungen für Musikverkäufe (Land/Region, Auszeichnung, Verkäufe) | Verkäufe |
| ------------------------- | ---------------------------------------------------------------------- | -------- |
| Vereinigte Staaten (RIAA) | Gold                                                                   | 50.000   |
| Insgesamt                 | 1× Gold ·                                                              | 50.000   |

## Statistik und Quellen
| Land/RegionAuszeichnungen für Musikverkäufe (Land/Region, Auszeichnungen, Verkäufe, Quellen) | Silber     | Gold       | Platin         | Diamant     | Verkäufe   | Quellen                     |
| -------------------------------------------------------------------------------------------- | ---------- | ---------- | -------------- | ----------- | ---------- | --------------------------- |
| Australien (ARIA)                                                                            | —          | 4× Gold4   | 34× Platin34   | —           | 2.520.000  | aria.com.au                 |
| Belgien (BRMA)                                                                               | —          | 2× Gold2   | Platin1        | —           | 60.000     | ultratop.be                 |
| Brasilien (PMB)                                                                              | —          | Gold1      | 5× Platin5     | Diamant1    | 560.000    | pro-musicabr.org.br         |
| Dänemark (IFPI)                                                                              | —          | 3× Gold3   | 14× Platin14   | —           | 890.000    | ifpi.dk                     |
| Deutschland (BVMI)                                                                           | —          | 3× Gold3   | —              | Diamant1    | 2.000.000  | musikindustrie.de           |
| Frankreich (SNEP)                                                                            | —          | 2× Gold2   | —              | —           | 175.766    | infodisc.fr snepmusique.com |
| Irland (IRMA)                                                                                | —          | 2× Gold2   | —              | —           | 15.000     | irishcharts.ie              |
| Italien (FIMI)                                                                               | —          | 4× Gold4   | 10× Platin10   | —           | 615.000    | fimi.it                     |
| Japan (RIAJ)                                                                                 | —          | 2× Gold2   | —              | —           | 100.000    | riaj.or.jp JP2              |
| Kanada (MC)                                                                                  | —          | 5× Gold5   | 13× Platin13   | —           | 1.320.000  | musiccanada.com             |
| Mexiko (AMPROFON)                                                                            | —          | 5× Gold5   | 5× Platin5     | 2× Diamant2 | 1.020.000  | amprofon.com.mx             |
| Neuseeland (RMNZ)                                                                            | —          | 3× Gold3   | 21× Platin21   | —           | 622.500    | radioscope.co.nz NZ2        |
| Niederlande (NVPI)                                                                           | —          | 2× Gold2   | 4× Platin4     | —           | 250.000    | nvpi.nl                     |
| Norwegen (IFPI)                                                                              | —          | —          | Platin1        | —           | 10.000     | ifpi.no                     |
| Österreich (IFPI)                                                                            | —          | Gold1      | —              | —           | 15.000     | ifpi.at                     |
| Polen (ZPAV)                                                                                 | —          | Gold1      | 3× Platin3     | —           | 85.000     | olis.pl                     |
| Portugal (AFP)                                                                               | —          | Gold1      | 4× Platin4     | —           | 45.000     | Einzelnachweise             |
| Schweden (IFPI)                                                                              | —          | 2× Gold2   | 12× Platin12   | —           | 620.000    | sverigetopplistan.se        |
| Schweiz (IFPI)                                                                               | —          | Gold1      | 2× Platin2     | —           | 75.000     | hitparade.ch                |
| Spanien (Promusicae)                                                                         | —          | 2× Gold2   | 8× Platin8     | —           | 420.000    | elportaldemusica.es         |
| Vereinigte Staaten (RIAA)                                                                    | —          | 10× Gold10 | 39× Platin39   | Diamant1    | 53.000.000 | riaa.com                    |
| Vereinigtes Königreich (BPI)                                                                 | 2× Silber2 | Gold1      | 19× Platin19   | —           | 11.160.000 | bpi.co.uk                   |
| Insgesamt                                                                                    | 2× Silber2 | 57× Gold57 | 195× Platin195 | 5× Diamant5 |            |                             |